# Filmografia Zwariowanych melodii (lata 50.)
Filmografia Zwariowanych melodii z lat 1950-1959

## 1950
| N/o  | Tytuł oryginalny              | Tytuł polski            | Seria           | Reżyseria       | Postacie                                                                      | Data premiery        | Dostępność VHS i DVD | Reedycja Błękitnej wstążki | Uwagi |
| ---- | ----------------------------- | ----------------------- | --------------- | --------------- | ----------------------------------------------------------------------------- | -------------------- | --- | -------------------------- | --- |
| 578. | Home, Tweet Home              | Nie ma jak w gniazdku   | Merrie Melodies | Friz Freleng    | Sylwester, Kanarek Tweety, Hektor                                             | 14 stycznia 1950     | | Tak                        | Oryginalne napisy tytułowe odzyskane na Blu-Ray |
| 579. | Hurdy-Gurdy Hare              |                         | Merrie Melodies | Robert McKimson | Królik Bugs                                                                   | 21 stycznia 1950     | | Tak                        | |
| 580. | Boobs in the Woods            | Gamonie na natury łonie | Looney Tunes    | Robert McKimson | Kaczor Daffy, Prosiak Porky                                                   | 28 stycznia 1950     | Daffy i Porky: Najlepsze z najlepszych | Tak                        | Ostatnia kreskówka z Daffy'm jako figlarzem. |
| 581. | Mutiny on the Bunny           | Zbuntowany królik       | Looney Tunes    | Friz Freleng    | Bugs, Yosemite Sam                                                            | 11 lutego 1950       | Przygody Królika Bugsa (lektor, Zbuntowany królik), Królika Bugsa przygody na maksa (lektor, Bunt na Bunny)                                                   | Nie                        | |
| 582. | The Lion’s Busy               |                         | Merrie Melodies | Friz Freleng    | Szponek                                                                       | 18 lutego 1950       | Oryginalne napisy tytułowe i końcowe przywrócone na Blu-Ray.                                                                                                  | Tak                        | |
| 583. | The Scarlet Pumpernickel      | Szkarłatny pumpernikiel | Looney Tunes    | Chuck Jones     | Daffy, Porky, Sylwester, Kaczka Melissa, Elmer Fudd, Jastrząb Henry, Mama Miś | 4 marca 1950         | Carrotblanca, Daffy i Porky: Najlepsze z najlepszych, Kaczor Daffy – Kolekcja                                                                                 | Tak                        | Imienny debiut Kaczki Melissy. Występuje większa liczba postaci niż dotychczas. W wersji polskiej istnieją dwie wersje z oficjalnym dubbingiem: jedna w wydaniu VHS Carrotblanca, druga nowo zdubbingowana do DVD Daffy i Porky: Najlepsze z najlepszych. |
| 584. | Homeless Hare                 | Bezdomny królik         | Merrie Melodies | Chuck Jones     | Bugs                                                                          | 11 marca 1950        | Gwiazdy Space Jam: Królik Bugs, Królik Bugs: Najlepsze z najlepszych, część 3                                                                                 | Tak                        | Polski tytuł według starego dubbingu identyczny co polski tytuł według dubbingu VHS |
| 585. | Strife with Father            |                         | Merrie Melodies | Robert McKimson | Szponek                                                                       | 1 kwietnia 1950      | | Tak                        | Oryginalne napisy tytułowe przywrócone na Blu-Ray |
| 586. | The Hypo-Chondri-Cat          | Kot hipochondryk        | Merrie Melodies | Chuck Jones     | Kot Claude, Hubie i Bertie                                                    | 15 kwietnia 1950     | Głodny piesek, Looney Tunes: Plejada gwiazd, część 1 | Tak                        | Oryginalne napisy tytułowe przywrócone na Blu-Ray. Polski tytuł według starego dubbingu identyczny co polski tytuł według dubbingu VHS |
| 587. | Big House Bunny               | Królik w więzieniu      | Looney Tunes    | Friz Freleng    | Bugs, Sam                                                                     | 22 kwietnia 1950     | Królik w więzieniu, Królik Bugs: Najlepsze z najlepszych, część 1                                                                                             | Nie                        | |
| 588. | The Leghorn Blows At Midnight | Kto kogo przechytrzy    | Looney Tunes    | Robert McKimson | Kurak, Jastrząb Henry                                                         | 6 maja 1950          | | Tak                        | |
| 589. | His Bitter Half               | Jego brzydsza połowa    | Merrie Melodies | Friz Freleng    | Daffy                                                                         | 20 maja 1950         | | Tak                        | |
| 590. | An Egg Scramble               | Wiele hałasu o jajo     | Merrie Melodies | Robert McKimson | Porky, Kura Prissy                                                            | 27 maja 1950         | Świnka Porky: Najlepsze z najlepszych, część 2 | Tak                        | Debiut Kury Prissy |
| 591. | What’s Up Doc?                | Co jest, doktorku?      | Looney Tunes    | Robert McKimson | Bugs, Elmer                                                                   | 17 czerwca 1950      | Elmer Fudd (lektor, No i co, kochani?), Królik Bugs: Najlepsze z najlepszych, część 1                                                                         | Nie                        | |
| 592. | All Abir-r-r-d                | Wszyscy na ptatek!      | Looney Tunes    | Friz Freleng    | Sylwester, Tweety                                                             | 24 czerwca 1950      | Tweety i Sylwester: Najlepsze z najlepszych, część 1, Looney Tunes Super Gwiazdy: Tweety i Sylwester (lektor, Proszę wsiadać!)                                | Tak                        | Polski tytuł według starego dubbingu – "Siła złego na jednego" |
| 593. | 8 Ball Bunny                  | Wędrowny królik         | Merrie Melodies | Chuck Jones     | Bugs, Playboy                                                                 | 8 lipca 1950         | Kolekcja Królik Bugs (lektor, Z pingwinkiem dookoła świata)                                                                                                   | Tak                        | Ostatnia kreskówka z Pingwinkiem Playboyem |
| 594. | It's Hummer Time              |                         | Looney Tunes    | Robert McKimson |                                                                               | 22 lipca 1950        | | Tak                        | |
| 595. | Golden Yeggs                  | Złote jaja              | Merrie Melodies | Friz Freleng    | Daffy, Porky, Rocky                                                           | 5 sierpnia 1950      | Super kaczor, Daffy i Porky: Najlepsze z najlepszych | Tak                        | Debiut gangstera Rocky’ego. |
| 596. | Hillbilly Hare                | Wsiowy królik           | Merrie Melodies | Robert McKimson | Bugs                                                                          | 12 sierpnia 1950     | Królik Bugs: Najlepsze z najlepszych, część 3 | Nie                        | Polski tytuł według starego dubbingu – "Raz na ludowo" |
| 597. | Dog Gone South                | Echa wojny secesyjnej   | Merrie Melodies | Chuck Jones     | Pies Charlie, Pułkownik Shuffle                                               | 26 sierpnia 1950     | | Tak                        | Ostatnia kreskówka z Pułkownikiem Shuffle |
| 598. | The Ducksters                 | Quiz                    | Merrie Melodies | Chuck Jones     | Daffy, Porky                                                                  | 2 września 1950      | Kaczor Daffy (lektor, Turniej radiowy), Dzielna świnka, Daffy i Porky: Najlepsze z najlepszych                                                                | Tak                        | |
| 599. | A Fractured Leghorn           | Pokonać kota            | Merrie Melodies | Robert McKimson | Kurak                                                                         | 16 września 1950     | Samotny Kurak | Tak                        | |
| 600. | Bunker Hill Bunny             | Królik bohaterem        | Merrie Melodies | Friz Freleng    | Bugs, Sam                                                                     | 23 września 1950     | Królik w więzieniu, Looney Tunes: Plejada gwiazd, część 2 | Nie                        | |
| 601. | Canary Row                    | Miłośnik kanarków       | Merrie Melodies | Friz Freleng    | Sylwester, Tweety, Babcia                                                     | 7 października 1950  | Gwiazdy Space Jam: Sylwester i Tweety, Looney Tunes: Plejada gwiazd, część 2, Looney Tunes Super Gwiazdy: Tweety i Sylwester (lektor, Kanarek na Nadbrzeżnej) | Tak                        | Oficjalny debiut Babci. |
| 602. | Stooge for a Mouse            | Mysz się bawi           | Merrie Melodies | Friz Freleng    | Sylwester                                                                     | 21 października 1950 | Przestraszyć Sylwestra | Tak                        | |
| 603. | Pop 'Im Pop!                  | Przyłóż jej, tato!      | Looney Tunes    | Robert McKimson | Sylwester, Sylwester Junior, Kangur Skoczek                                   | 28 października 1950 | | Nie                        | Debiut Sylwestra Juniora |
| 604. | Bushy Hare                    | Puszysty królik         | Looney Tunes    | Robert McKimson | Bugs                                                                          | 18 listopada 1950    | Królika Bugsa przygody na maksa (lektor) | Nie                        | |
| 605. | Caveman Inki                  |                         | Looney Tunes    | Chuck Jones     | Inki                                                                          | 25 października 1950 | | Tak                        | Ostatnia kreskówka z Inki |
| 606. | Dog Collared                  |                         | Merrie Melodies | Robert McKimson | Porky                                                                         | 2 grudnia 1950       | | Tak                        | |
| 607. | Rabbit of Seville             | Królik sewilski         | Looney Tunes    | Chuck Jones     | Bugs, Elmer                                                                   | 16 grudnia 1950      | Przygody Królika Bugsa (lektor), Królik Bugs: Najlepsze z najlepszych, część 1                                                                                | Nie                        | |
| 608. | Two's A Crowd                 |                         | Looney Tunes    | Chuck Jones     | Claude, Frisky                                                                | 30 grudnia 1950      | | Tak                        | Debiut Szczeniaka Frisky’ego. |

## 1951
| N/o  | Tytuł oryginalny        | Tytuł polski          | Seria           | Reżyseria       | Postacie                            | Data premiery        | Dostępność VHS i DVD | Reedycja Błękitnej wstążki | Uwagi |
| ---- | ----------------------- | --------------------- | --------------- | --------------- | ----------------------------------- | -------------------- | --- | -------------------------- | --- |
| 609. | Hare We Go              | Zajęczeć              | Merrie Melodies | Robert McKimson | Bugs                                | 6 stycznia 1951      | Królika Bugsa przygody na maksa (lektor) | Nie                        | |
| 610. | A Fox in a Fix          |                       | Merrie Melodies | Robert McKimson |                                     | 20 stycznia 1951     | | Tak                        | |
| 611. | Canned Feud             | Koci niepokój         | Looney Tunes    | Friz Freleng    | Sylwester                           | 3 lutego 1951        | Przestraszyć Sylwestra, Looney Tunes: Plejada gwiazd, część 2 | Tak                        | W TV Puls 2 kreskówka emitowana z przywróconą czołówką z serii Looney Tunes pochodzącą z wydania Looney Tunes – Platinum Collection, Volume 2. |
| 612. | Rabbit Every Monday     | Poniedziałkowy królik | Looney Tunes    | Friz Freleng    | Bugs, Sam                           | 10 lutego 1951       | | Nie                        | |
| 613. | Putty Tat Trouble       | Kocie kłopoty         | Looney Tunes    | Friz Freleng    | Sylwester, Tweety                   | 24 lutego 1951       | Gwiazdy Space Jam: Sylwester i Tweety, Tweety: Nie ma jak w gniazdku, Looney Tunes: Plejada gwiazd, część 2, Looney Tunes Super Gwiazdy: Tweety i Sylwester (lektor, Kłopoty koteczka)                                                      | Tak                        | |
| 614. | Corn Plastered          | Problemy z kukurydzą  | Merrie Melodies | Robert McKimson |                                     | 3 marca 1951         | | Nie                        | |
| 615. | Bunny Hugged            | Króliczy wycisk       | Merrie Melodies | Chuck Jones     | Bugs, Gniecior                      | 10 marca 1951        | Królik Bugs: Najlepsze z najlepszych, część 2 | Tak                        | Ostatnia kreskówka z Gnieciorem |
| 616. | Scent-Imental Romeo     | Sentymentalny Romeo   | Merrie Melodies | Chuck Jones     | Skunks Pepé Le Swąd, Kotka Penelopa | 24 marca 1951        | | Tak                        | |
| 617. | A Bone for a Bone       | Kość za kość          | Looney Tunes    | Friz Freleng    | Stuknięte Susły                     | 7 kwietnia 1951      | | Tak                        | |
| 618. | The Fair-Haired Hare    | W jednym domku        | Looney Tunes    | Friz Freleng    | Bugs, Sam                           | 14 kwietnia 1951     | | Nie                        | |
| 619. | A Hound For Trouble     | Pies na kłopoty       | Looney Tunes    | Chuck Jones     | Charlie                             | 28 kwietnia 1951     | | Tak                        | |
| 620. | Early To Bet            | Hazardziści           | Merrie Melodies | Robert McKimson |                                     | 12 maja 1951         | Nie cierpię sera, Looney Tunes: Plejada gwiazd, część 2 | Tak                        | Sequel do kreskówki It's Hummer Time z 1950 r. |
| 621. | Rabbit Fire             | Wielkie polowanie     | Looney Tunes    | Chuck Jones     | Bugs, Daffy, Elmer                  | 19 maja 1951         | Królik i skarb korsarzy, Daffy i Porky: Najlepsze z najlepszych, Kolekcja Królik Bugs (lektor) | Tak                        | Pierwsza kreskówka z "Trylogii Polowań" Pierwsza kreskówka, w której występują razem Bugs i Daffy. |
| 622. | Room and Bird           | Wikt i opierzonek     | Merrie Melodies | Friz Freleng    | Sylwester, Tweety                   | 2 czerwca 1951       | Kot Sylwester i Ptaszek Świergotek (lektor, Ptaszek w hotelu), Tweety i Sylwester: Najlepsze z najlepszych, część 1, Looney Tunes Super Gwiazdy: Tweety i Sylwester (lektor, Pokój z kanarkiem)                                             | Tak                        | Pierwsza kreskówka skomponowana przez Eugene’a Poddany’ego |
| 623. | Chow Hound              | Głodny piesek         | Looney Tunes    | Chuck Jones     |                                     | 16 czerwca 1951      | Głodny piesek | Tak                        | |
| 624. | French Rarebit          | Królik po francusku   | Merrie Melodies | Robert McKimson | Bugs                                | 30 czerwca 1951      | Królik Bugs (lektor), Królik Bugs: Najlepsze z najlepszych, część 2 | Tak                        | Kreskówka skomponowana przez Eugene’a Poddany’ego |
| 625. | The Wearing of the Grin | Zabawy skrzatów       | Looney Tunes    | Chuck Jones     | Porky                               | 14 lipca 1951        | Dzielna świnka, Daffy i Porky: Najlepsze z najlepszych | Tak                        | Ostatnia kreskówka, w której Porky występuje solo. Kreskówka skomponowana przez Eugene’a Poddany’ego. Polski tytuł według starego dubbingu – Zabawa w zielone.                                                                                    |
| 626. | Leghorn Swoggled        | Kogut w opałach       | Merrie Melodies | Robert McKimson | Kurak, Henry                        | 28 lipca 1951        | | Tak                        | Kreskówka skomponowana przez Eugene’a Poddany’ego |
| 627. | His Hare-Raising Tale   | Królicza opowieść     | Looney Tunes    | Friz Freleng    | Bugs, Clyde                         | 11 sierpnia 1951     | | Tak                        | Debiut Królika Clyde’a. W tym odcinku zostają pokazane sceny z odcinków: Bugsbolista, Spadający królik, Nieziemski królik, Królicza pięść. |
| 628. | Cheese Chasers          | Nie cierpię sera      | Merrie Melodies | Chuck Jones     | Claude, Hubie i Bertie              | 25 sierpnia 1951     | Nie cierpię sera, Struś Pędziwiatr: Najlepsze z najlepszych, część 1 | Tak                        | Sequel do kreskówki Życie lekkie jak piórko z 1945 r. Ostatnia kreskówka z Hubie'm i Bertie'm. Polski tytuł według starego dubbingu – Serofobia                                                                                                   |
| 629. | Lovelorn Leghorn        | Samotny Kurak         | Looney Tunes    | Robert McKimson | Kurak, Prissy                       | 8 września 1951      | Samotny Kurak | Tak                        | Ostatnia kreskówka skomponowana przez Eugene’a Poddany’ego. Polski tytuł według starego dubbingu – "Kto mnie pokocha?" |
| 630. | Tweety's S.O.S.         | S.O.S. Tweety’ego     | Merrie Melodies | Friz Freleng    | Sylwester, Tweety                   | 22 września 1951     | Kot Sylwester i Ptaszek Świergotek (lektor, Świergotek nadaje S.O.S.), Tweety w opałach, Tweety: Nie ma jak w gniazdku, Looney Tunes: Plejada gwiazd, część 2, Looney Tunes Super Gwiazdy: Tweety i Sylwester (lektor, Na pomoc Tweety’emu) | Tak                        | |
| 631. | Ballot Box Bunny        | Wybory                | Merrie Melodies | Friz Freleng    | Bugs, Sam                           | 6 października 1951  | Królik i skarb korsarzy, Królik Bugs: Najlepsze z najlepszych, część 1 | Tak                        | |
| 632. | A Bear for Punishment   | Misiek nie do zdarcia | Looney Tunes    | Chuck Jones     | Trzy Miśki                          | 20 października 1951 | Struś Pędziwiatr: Najlepsze z najlepszych, część 1 | Tak                        | Ostatnia kreskówka z Trzema Miśkami |
| 633. | Sleepy Time Possum      |                       | Merrie Melodies | Robert McKimson |                                     | 3 listopada 1951     | | Tak                        | |
| 634. | Drip-Along Daffy        | Namolny Daffy         | Merrie Melodies | Chuck Jones     | Daffy, Porky, Wstrętny Kanasta      | 17 listopada 1951    | Carrotblanca (Daffy szeryfem), Daffy i Porky: Najlepsze z najlepszych | Tak                        | Debiut Wstrętnego Kanasty. W wersji polskiej istnieją dwie wersje z oficjalnym dubbingiem: jedna w wydaniu VHS Carrotblanca pt. Daffy szeryfem, druga nowo zdubbingowana do DVD Daffy i Porky: Najlepsze z najlepszych pod tytułem Namolny Daffy. |
| 635. | Big Top Bunny           | Mistrz akrobacji      | Merrie Melodies | Robert McKimson | Bugs                                | 1 grudnia 1951       | Bugs i Struś Pędziwiatr: Uciekinier, Królik Bugs: Mistrz akrobacji, Królik Bugs: Najlepsze z najlepszych, część 1 | Tak                        | |
| 636. | Tweet Tweet Tweety      | Ćwir, ćwir, Tweety    | Looney Tunes    | Friz Freleng    | Sylwester, Tweety                   | 15 grudnia 1951      | Tweety: Nie ma jak w gniazdku, Tweety i Sylwester: Najlepsze z najlepszych, część 1, Looney Tunes Super Gwiazdy: Tweety i Sylwester (lektor)                                                                                                | Tak                        | Istnieją dwie oficjalne wersje polskie tego odcinka. Jedna na potrzeby VHS: Tweety: Nie ma jak w gniazdku, a druga na potrzeby DVD: Tweety i Sylwester: Najlepsze z Najlepszych cz. 1                                                             |
| 637. | The Prize Pest          | Kłopotliwa nagroda    | Looney Tunes    | Robert McKimson | Daffy, Porky                        | 22 grudnia 1951      | Dzielna świnka, Jak ból głowy trafił Kaczora Daffy (lektor, Utrapieniec) | Tak                        | |

## 1952
| N/o  | Tytuł oryginalny        | Tytuł polski              | Seria           | Reżyseria       | Postacie                          | Data premiery        | Dostępność VHS i DVD | Reedycja Błękitnej wstążki | Uwagi |
| ---- | ----------------------- | ------------------------- | --------------- | --------------- | --------------------------------- | -------------------- | --- | -------------------------- | --- |
| 638. | Who’s Kitten Who?       | Co ludzie powiedzą?       | Looney Tunes    | Robert McKimson | Skoczek, Sylwester, Sylwester Jr. | 5 stycznia 1952      | | Tak                        | |
| 639. | Operation: Rabbit       | Operacja kryptonim królik | Looney Tunes    | Chuck Jones     | Bugs, Wiluś E. Kojot              | 19 stycznia 1952     | | Nie                        | Pierwsza kreskówka, w której Królik Bugs i Wiluś E. Kojot występują razem. Pierwsza kreskówka z Wilusiem E. Kojotem, w której mówi. |
| 640. | Feed the Kitty          | Nakarmić kota             | Merrie Melodies | Chuck Jones     | Marek Antoniusz i Kocia Łapka     | 2 lutego 1952        | Głodny piesek, Looney Tunes: Plejada gwiazd, część 2 | Tak                        | Debiut Marka Antoniusza i Kociej Łapki                                                                                              |
| 641. | Gift Wrapped            | Plezencik                 | Looney Tunes    | Friz Freleng    | Sylwester, Tweety, Babcia, Hektor | 16 lutego 1952       | Tweety i Sylwester: Najlepsze z najlepszych, część 1, Looney Tunes Super Gwiazdy: Tweety i Sylwester (lektor, Jak zapakować prezent?)                                                    | Tak                        | |
| 642. | Foxy by Proxy           | Farbowany lis             | Merrie Melodies | Friz Freleng    | Bugs                              | 23 lutego 1952       | Bugs i Tweety: Spójrzcie na ptaszka!, Królik Bugs: Mistrz akrobacji, Królika Bugsa przygody na maksa (lektor, W lisim imieniu)                                                           | Nie                        | Polski tytuł według starego dubbingu - "Królikolis"                                                                                 |
| 643. | Thumb Fun               | Autostop                  | Looney Tunes    | Robert McKimson | Daffy, Porky                      | 1 marca 1952         | | Tak                        | Ostatnia kreskówka z Daffym jako świrem.                                                                                            |
| 644. | 14 Carrot Rabbit        | 14-karotowy królik        | Looney Tunes    | Friz Freleng    | Bugs, Sam                         | 15 marca 1952        | | Tak                        | |
| 645. | Little Beau Pepe        | Mały śliczny Pepe         | Merrie Melodies | Chuck Jones     | Pepé, Kotka Penelopa              | 29 marca 1952        | Pepe Le Skunks (lektor, Pepe na pustyni) | Tak                        | |
| 646. | Kiddin' The Kitten      | Nabieranie kociaka        | Merrie Melodies | Robert McKimson | Kot Dodsworth                     | 5 kwietnia 1952      | | Tak                        | Debiut Kota Dodswortha. |
| 647. | Water, Water Every Hare | Uwaga, woda               | Looney Tunes    | Chuck Jones     | Bugs, Gossamer                    | 19 kwietnia 1952     | Królik w więzieniu, Królik Bugs: Mistrz akrobacji, Królik Bugs: Najlepsze z najlepszych, część 1                                                                                         | Nie                        | Ostatnia kreskówka, w której występuje Gossamer (tutaj jako Rudolf).                                                                |
| 648. | Little Red Rodent Hood  | Mysi kapturek             | Merrie Melodies | Friz Freleng    | Sylwester                         | 3 maja 1952          | Przestraszyć Sylwestra, Tweety: Nie ma jak w gniazdku | Nie                        | Polski tytuł według starego dubbingu – "Mały mysi czerwony kapturek"                                                                |
| 649. | Sock-a-Doodle-Do        | Trzecia runda             | Looney Tunes    | Robert McKimson | Kurak                             | 10 maja 1952         | | Tak                        | |
| 650. | Beep, Beep              | Strusi klakson            | Merrie Melodies | Chuck Jones     | Wiluś E. i Struś Pędziwiatr       | 24 maja 1952         | Struś Pędziwiatr: Najlepsze z najlepszych, część 1 | Tak                        | Polski tytuł według starego dubbingu – Bip, Bip                                                                                     |
| 651. | The Hasty Hare          | Szybki jak królik         | Looney Tunes    | Chuck Jones     | Bugs, Marvin                      | 7 czerwca 1952       | Gwiazdy Space Jam: Kosmiczna składanka | Nie                        | Polski tytuł według starego dubbingu – "Porywczy królik"                                                                            |
| 652. | Ain’t She Tweet         | Cy ona nie jest uloca?    | Looney Tunes    | Friz Freleng    | Sylwester, Tweety                 | 21 czerwca 1952      | Kot Sylwester i Ptaszek Świergotek (lektor, Słodki ptaszek), Tweety i Sylwester: Najlepsze z najlepszych, część 1 Looney Tunes Super Gwiazdy: Tweety i Sylwester (lektor, Uroczy Tweety) | Tak                        | |
| 653. | The Turn-Tale Wolf      |                           | Merrie Melodies | Robert McKimson | Wielki Zły Wilk                   | 28 czerwca 1952      | | Nie                        | |
| 654. | Cracked Quack           | Wypchany kaczor           | Merrie Melodies | Friz Freleng    | Daffy, Porky                      | 5 lipca 1952         | | Tak                        | |
| 655. | Oily Hare               | Królik nafciarz           | Merrie Melodies | Robert McKimson | Bugs                              | 26 lipca 1952        | | Nie                        | |
| 656. | Hoppy-Go-Lucky          | Myszy i niemyszy          | Looney Tunes    | Robert McKimson | Skoczek, Sylwester                | 9 sierpnia 1952      | | Nie                        | |
| 657. | Going! Going! Gosh!     | Pędzi! Pędzi! Popędził!   | Merrie Melodies | Chuck Jones     | Wiluś E. i Struś Pędziwiatr       | 23 sierpnia 1952     | Struś Pędziwiatr: Najlepsze z najlepszych, część 1 | Nie                        | Polski tytuł według starego dubbingu – "Szedł! Szedł! Aż wpadł!"                                                                    |
| 658. | A Bird In A Guilty Cage | Ptaszek w klatce          | Looney Tunes    | Friz Freleng    | Sylwester, Tweety                 | 30 sierpnia 1952     | Tweety i Sylwester: Najlepsze z najlepszych, część 1 | Tak                        | Polski tytuł według starego dubbingu – Wszystkiemu winna klatka                                                                     |
| 659. | Mouse Warming           | Mysie zaloty              | Looney Tunes    | Chuck Jones     | Claude                            | 8 września 1952      | | Nie                        | |
| 660. | Rabbit Seasoning        | Sezon na króliki          | Merrie Melodies | Chuck Jones     | Bugs, Daffy, Elmer                | 20 września 1952     | Elmer Fudd (lektor), Królik w więzieniu, Królik Bugs: Najlepsze z najlepszych, część 1                                                                                                   | Nie                        | Druga kreskówka z "Trylogii Polowań". Pierwsza kreskówka, której tło robi Maurice Noble.                                            |
| 661. | The Egg-Cited Rooster   | Kogut z jajem             | Merrie Melodies | Robert McKimson | Kurak, Henry                      | 4 października 1952  | Kogut Leghorn (lektor) | Nie                        | |
| 662. | Tree For Two            | Podwójny niewart          | Merrie Melodies | Friz Freleng    | Spike i Chester, Sylwester        | 18 października 1952 | | Nie                        | Debiut Spike’a i Chestera. |
| 663. | The Super Snooper       | Super Węszyślad           | Looney Tunes    | Robert McKimson | Daffy                             | 1 listopada 1952     | | Nie                        | |
| 664. | Rabbit’s Kin            | Krewniak królika          | Merrie Melodies | Robert McKimson | Bugs, Pete Puma                   | 15 listopada 1952    | Bugs i Speedy: Wygrasz dziś, uciekniesz jutro, Królik Bugs: Mistrz akrobacji, Królik Bugs: Najlepsze z najlepszych, część 1                                                              | Nie                        | Debiut i jedyna kreskówka, w której występuje Pete Puma. Polski tytuł według starego dubbingu - "Krewny królika"                    |
| 665. | Terrier Stricken        | Sterroryzowany terrier    | Merrie Melodies | Chuck Jones     | Claude, Frisky                    | 29 listopada 1952    | | Nie                        | |
| 666. | Fool Coverage           | Polisa dla głupich        | Looney Tunes    | Robert McKimson | Daffy, Porky                      | 13 grudnia 1952      | Gwiazdy Space Jam: Kaczor Daffy | Tak                        | |
| 667. | Hare Lift               | Latający królik           | Looney Tunes    | Friz Freleng    | Bugs, Sam                         | 20 grudnia 1952      | | Nie                        | |

## 1953
| N/o  | Tytuł oryginalny                  | Tytuł polski                  | Seria           | Reżyseria       | Postacie                          | Data premiery        | Dostępność VHS i DVD | Reedycja Błękitnej Wstążki | Uwagi                                                                                              |
| ---- | --------------------------------- | ----------------------------- | --------------- | --------------- | --------------------------------- | -------------------- | --- | -------------------------- | -------------------------------------------------------------------------------------------------- |
| 668. | Don't Give Up the Sheep           | Grunt to się nie poddawać     | Looney Tunes    | Chuck Jones     | Ralf i Sam                        | 3 stycznia 1953      | Głodny piesek, Looney Tunes: Plejada gwiazd, część 1 | Nie                        | Debiut Wilka Ralfa i Owczarka Sama. Polski tytuł według starego dubbingu – "Zostaw owce w spokoju" |
| 669. | Snow Business                     | Zima stulecia                 | Looney Tunes    | Friz Freleng    | Sylwester, Tweety                 | 17 stycznia 1953     | Kot Sylwester i Ptaszek Świergotek (lektor, Zasypani), Gwiazdy Space Jam: Sylwester i Tweety, Tweety: Nie ma jak w gniazdku, Tweety i Sylwester: Najlepsze z najlepszych, część 1, Looney Tunes Super Gwiazdy: Tweety i Sylwester (lektor, Śnieg) | Nie                        | Polski tytuł według starego dubbingu – "Zamieć"                                                    |
| 670. | A Mouse Divided                   | Pomyłka                       | Merrie Melodies | Friz Freleng    | Sylwester                         | 31 stycznia 1953     | Przestraszyć Sylwestra | Nie                        | |
| 671. | Forward March Hare                | Rekrut Bugs                   | Looney Tunes    | Chuck Jones     | Bugs                              | 14 lutego 1953       | Gwiazdy Space Jam: Królik Bugs | Nie                        | |
| 672. | Kiss Me Cat                       |                               | Looney Tunes    | Chuck Jones     | Marek Antoniusz i Kocia Łapka     | 21 lutego 1953       | | Nie                        | |
| 673. | Duck Amuck                        | Wariacje animacji             | Merrie Melodies | Chuck Jones     | Daffy, Bugs (gościnnie)           | 28 lutego 1953       | Daffy i Porky: Najlepsze z najlepszych, Kaczor Daffy – Kolekcja | Nie                        | Pod koniec odcinka gościnnie występuje Bugs                                                        |
| 674. | Upswept Hare                      | Denerwujący królik            | Merrie Melodies | Robert McKimson | Bugs, Elmer                       | 14 marca 1953        | | Tak                        | |
| 675. | A Peck o' Trouble                 | Uwaga, zły dzięcioł           | Looney Tunes    | Robert McKimson | Kot Dodsworth                     | 28 marca 1953        | | Tak                        | Ostatnia kreskówka z Kotem Dodsworthem                                                             |
| 676. | Fowl Weather                      | Pogoda dla pierzastych        | Merrie Melodies | Friz Freleng    | Sylwester, Tweety                 | 4 kwietnia 1953      | Uroczy Tweety | Tak                        | Polski tytuł według starego dubbingu – Pogoda na polowanie na ptaki                                |
| 677. | Muscle Tussle                     | Silniejszy wygrywa            | Merrie Melodies | Robert McKimson | Daffy, Melissa                    | 18 kwietnia 1953     | | Tak                        | Ostatnia kreskówka z Kaczką Melissą                                                                |
| 678. | Southern Fried Rabbit             | Wyprawa na południe           | Looney Tunes    | Friz Freleng    | Bugs, Sam                         | 2 maja 1953          | | Nie                        | |
| 679. | Ant Pasted                        | Armia mrówek                  | Looney Tunes    | Friz Freleng    | Elmer                             | 9 maja 1953          | Król komedii | Nie                        | Polski tytuł ze starej wersji dubbingowej identyczny z tytułem w wersji VHS.                       |
| 680. | Much Ado About Nutting            | Wiele hałasu o nic            | Merrie Melodies | Chuck Jones     |                                   | 23 maja 1953         | | Nie                        | |
| 681. | There Auto Be A Law               | Daleko od autostrady          | Looney Tunes    | Robert McKimson |                                   | 6 czerwca 1953       | | Nie                        | |
| 682. | Hare Trimmed                      | Nowe szaty królika            | Merrie Melodies | Friz Freleng    | Bugs, Babcia, Sam                 | 20 czerwca 1953      | Królik w więzieniu, Królika Bugsa przygody na maksa (lektor, Strzyżenie królika) | Nie                        | |
| 683. | Tom Tom Tomcat                    | Irokotezi na wojennej ścieżce | Merrie Melodies | Friz Freleng    | Sylwester, Tweety                 | 27 czerwca 1953      | | Tak                        | |
| 684. | Wild Over You                     | Szaleję za tobą               | Looney Tunes    | Chuck Jones     | Pepé                              | 11 lipca 1953        | Pepe Le Skunks (lektor) – Dzika miłość | Nie                        | |
| 685. | Duck Dodgers in the 24½th Century | Kaczki Spryciarze w 24½ wieku | Merrie Melodies | Chuck Jones     | Daffy, Marvin, Porky              | 25 lipca 1953        | Gwiazdy Space Jam: Kosmiczna składanka, Daffy i Porky: Najlepsze z najlepszych, Kaczor Daffy – Kolekcja | Nie                        | Polski tytuł według starego dubbingu – "Kaczki spryciarze z połowy 24 wieku"                       |
| 686. | Bully For Bugs                    | Bycza sprawa                  | Looney Tunes    | Chuck Jones     | Bugs                              | 8 sierpnia 1953      | Królik i skarb korsarzy, Królik Bugs: Mistrz akrobacji, Królik Bugs: Najlepsze z najlepszych, część 1 | Nie                        | Polski tytuł według starego dubbingu – "Byk dla Bugsa"                                             |
| 687. | Plop Goes The Weasel              | Łasica wyrusza na polowanie   | Looney Tunes    | Robert McKimson | Kurak, Prissy                     | 22 sierpnia 1953     | | Nie                        | |
| 688. | Cat-Tails For Two                 | Kocie opowieści dla dwojga    | Merrie Melodies | Robert McKimson | Speedy                            | 29 sierpnia 1953     | | Tak                        | Debiut Speedy Gonzalesa                                                                            |
| 689. | A Street Cat Named Sylvester      | Włóczykij Sylwester           | Looney Tunes    | Friz Freleng    | Sylvester, Tweety, Babcia, Hektor | 5 września 1953      | Tweety w opałach | Nie                        | |
| 690. | Zipping Along                     | Wszędobylska prędkość         | Merrie Melodies | Chuck Jones     | Wiluś E. i Struś Pędziwiatr       | 19 września 1953     | Struś Pędziwiatr: Najlepsze z najlepszych, część 1 | Nie                        | Polski tytuł według starego dubbingu – "Gonitwa"                                                   |
| 691. | Duck! Rabbit! Duck!               | Sezon polowań                 | Merrie Melodies | Chuck Jones     | Bugs, Daffy, Elmer                | 3 października 1953  | Przygody Królika Bugsa (lektor, Królik! Kryj się) | Nie                        | Trzecia kreskówka z "Trylogii Polowań"                                                             |
| 692. | Easy Peckins                      | Łatwa zdobycz                 | Looney Tunes    | Robert McKimson |                                   | 17 października 1953 | | Tak                        | |
| 693. | Catty Cornered                    | Porwanie                      | Merrie Melodies | Friz Freleng    | Sylwester, Tweety, Rocky i Mugsy  | 31 października 1953 | Kot Sylwester i Ptaszek Świergotek (lektor, Kot kontra porywacze), Bugs i Tweety: Spójrzcie na ptaszka!, Uroczy Tweety | Nie                        | Identyczny tytuł posiada polska wersja dubbingowa opracowana na zlecenie Canal+.                   |
| 694. | Of Rice and Hen                   | Jak kura męża szukała         | Looney Tunes    | Robert McKimson | Kurak                             | 14 listopada 1953    | Samotny Kurak | Nie                        | Polski tytuł według starego dubbingu – "Kochliwa kura"                                             |
| 695. | Cat's Aweigh                      | Koty górą                     | Merrie Melodies | Robert McKimson | Skoczek, Sylwester, Sylwester Jr. | 28 listopada 1953    | | Nie                        | |
| 696. | Robot Rabbit                      | Robot na króliki              | Looney Tunes    | Friz Freleng    | Bugs, Elmer                       | 12 grudnia 1953      | Król komedii | Nie                        | |
| 697. | Punch Trunk                       | Mini-trąbek                   | Looney Tunes    | Chuck Jones     |                                   | 19 grudnia 1953      | | Nie                        | |

## 1954
W tym roku „tarczowa” czołówka zostaje zmieniona zaczynając kreskówki By Word of Mouse.
| N/o  | Tytuł oryginalny        | Tytuł polski           | Seria           | Reżyseria       | Postacie                       | Data premiery        | Dostępność VHS i DVD | Reedycja Błękitnej Wstążki | Uwagi |
| ---- | ----------------------- | ---------------------- | --------------- | --------------- | ------------------------------ | -------------------- | --- | -------------------------- | --- |
| 698. | Dog Pounded             | Ptaszek Tweety i psy   | Looney Tunes    | Friz Freleng    | Sylwester, Tweety              | 2 stycznia 1954      | Bugs i Tweety: Spójrzcie na ptaszka! | Tak                        | Sequel do kreskówki Cy ona nie jest uloca? z 1952 r. Pod koniec gościnnie występuje Pepé Le Swąd. Polski tytuł według starego dubbingu – "Pies w opałach"                                                              |
| 699. | Captain Hareblower      | Kapitan Królikołbójca  | Merrie Melodies | Friz Freleng    | Bugs, Sam                      | 16 stycznia 1954     | | Nie                        | |
| 700. | I Gopher You            | Okraść złodziei        | Merrie Melodies | Friz Freleng    | Stuknięte Susły                | 30 stycznia 1954     | Nie cierpię sera | Nie                        | Polski tytuł według starego dubbingu – "Odebrać łup" |
| 701. | Feline Frame-Up         | Kocie kombinacje       | Looney Tunes    | Chuck Jones     | Claude, Marek i Kocia Łapka    | 13 lutego 1954       | Nie cierpię sera | Nie                        | Jedyna kreskówka z Markiem i Kocią Łapką, w której występuje Kot Claude. Polski tytuł według starego dubbingu – "Wrobiony przez kota"                                                                                  |
| 702. | Wild Wife               | Szalona żona           | Merrie Melodies | Robert McKimson |                                | 20 lutego 1954       | | Nie                        | |
| 703. | No Barking              | Nie szczekać           | Merrie Melodies | Chuck Jones     | Claude, Frisky                 | 27 lutego 1954       | Looney Tunes: Plejada gwiazd, część 4 | Tak                        | Ostatnia kreskówka Claude’em i Friskym. Tweety pojawia się 2 razy w tej kreskówce. Pod koniec występuje Marek Antoniusz. Polski tytuł według starego dubbingu – "Zakaz szczekania"                                     |
| 704. | Bugs and Thugs          | Bugs i gangsterzy      | Looney Tunes    | Friz Freleng    | Bugs, Rocky i Mugsy            | 13 marca 1954        | Przygody Królika Bugsa (lektor, Królik i bandyci), Bugs i Daffy: Co słychać kaczorku?, Looney Tunes: Plejada gwiazd, część 2                    | Nie                        | Debiut Mugsy’ego Pierwsza kreskówka całkowicie skomponowana przez Milta Franklyna. Polski tytuł według starego dubbingu - Bugs i bandyci                                                                               |
| 705. | The Cat's Bah           | Koci dom               | Looney Tunes    | Chuck Jones     | Pepé, Penelopa                 | 20 marca 1954        | | Nie                        | |
| 706. | Design For Leaving      | Remont                 | Looney Tunes    | Robert McKimson | Daffy, Elmer                   | 27 marca 1954        | Super kaczor, Jak ból głowy trafił Kaczora Daffy (lektor, Plan odejścia)                                                                        | Tak                        | Polski tytuł według starego dubbingu – "Dekorator wnętrz" |
| 707. | Bell Hoppy              | Skaczący dzwonek       | Merrie Melodies | Robert McKimson | Skoczek, Sylwester             | 17 kwietnia 1954     | | Nie                        | |
| 708. | No Parking Hare         | Daleko od szosy        | Looney Tunes    | Robert McKimson | Bugs                           | 1 maja 1954          | | Nie                        | Sequel do kreskówki Bezdomny królik z 1950 r. |
| 709. | Dr. Jerkyl's Hide       | Dr. Jekyll i kot       | Looney Tunes    | Friz Freleng    | Spike i Chester, Sylwester     | 8 maja 1954          | | Nie                        | Ostatnia kreskówka ze Spikem i Chesterem. |
| 710. | Claws For Alarm         | Idealny relaks         | Merrie Melodies | Chuck Jones     | Porky, Sylwester               | 22 maja 1954         | Świnka Porky: Najlepsze z najlepszych, część 2                                                                                                  | Nie                        | Sequel do kreskówki Przestraszyć kota z 1948 roku, druga kreskówka z Trylogii Horroru Porky’ego i Sylwestra. Polski tytuł według starego dubbingu – "Strachy na lachy"                                                 |
| 711. | Little Boy Boo          | Mały rozrabiaka        | Looney Tunes    | Robert McKimson | Kurak, Prissy                  | 5 czerwca 1954       | Kogut Leghorn (lektor, Mały naukowiec) | Nie                        | Debiut Jajogłowego Juniora. |
| 712. | Devil May Hare          | Co nagle, to po diable | Looney Tunes    | Robert McKimson | Bugs, Taz                      | 19 czerwca 1954      | Przygody Królika Bugsa (lektor, Pojedynek z diabłem), Gwiazdy Space Jam: Diabeł Tasmański, Taz w dżungli, Looney Tunes: Plejada gwiazd, część 2 | Nie                        | Debiut Diabła Tasmańskiego. Kreskówka skomponowana przez Milta Franklyna. Polski tytuł według starego dubbingu – "Diabelski ożenek"                                                                                    |
| 713. | Muzzle Tough            | Przeprowadzka          | Merrie Melodies | Friz Freleng    | Sylwester, Tweety              | 26 czerwca 1954      | Tweety w opałach, Uroczy Tweety | Nie                        | Polski tytuł starego dubbingu identyczny z dubbingiem z wersji VHS. |
| 714. | The Oily American       | Naftowy amerykanin     | Merrie Melodies | Robert McKimson |                                | 10 lipca 1954        | | Nie                        | |
| 715. | Bewitched Bunny         | Domek z piernika       | Looney Tunes    | Chuck Jones     | Bugs, Wiedźma Hazel            | 24 lipca 1954        | | Nie                        | Debiut Wiedźmy Hazel |
| 716. | Satan’s Waitin'         | Szatan czeka           | Looney Tunes    | Friz Freleng    | Sylwester, Tweety              | 7 sierpnia 1954      | Looney Tunes Super Gwiazdy: Tweety i Sylwester (lektor)                                                                                         | Tak                        | |
| 717. | Stop! Look! And Hasten! | Stań! Popatrz! I gazu! | Merrie Melodies | Chuck Jones     | Wiluś E. i Struś Pędziwiatr    | 14 sierpnia 1954     | Struś Pędziwiatr: Najlepsze z najlepszych, część 1                                                                                              | Nie                        | |
| 718. | Yankee Doodle Bugs      | Bugs historykiem       | Looney Tunes    | Friz Freleng    | Bugs, Clyde                    | 28 sierpnia 1954     | | Nie                        | Ostatnia kreskówka z Królikiem Clydem. Kreskówka skomponowana przez Milta Franklyna. |
| 719. | Gone Batty              | Bobo zwycięzca         | Looney Tunes    | Robert McKimson |                                | 4 września 1954      | Słoń Bobo | Tak                        | Niektóre gagi zostały wzięte z kreskówki Bugsballista z 1946 r. Ostatnia kreskówka ze Słoniem Bobo. |
| 720. | Goo Goo Goliath         | Wielkie bobo           | Merrie Melodies | Friz Freleng    |                                | 18 września 1954     | | Nie                        | |
| 721. | By Word of Mouse        | Lekcja ekonomii        | Looney Tunes    | Friz Freleng    | Sylwester                      | 2 października 1954  | | Nie                        | Koprodukowane przez Fundację Alfreda P. Sloana. Kreskówka skomponowana przez Milta Franklyna. |
| 722. | From A to Z-Z-Z-Z       | Od A do Zzzz           | Looney Tunes    | Chuck Jones     | Ralph Philips                  | 16 października 1954 | Nie cierpię sera | Tak                        | Debiut Ralpha Philipsa |
| 723. | Quack Shot              | Sezon na kaczki        | Merrie Melodies | Robert McKimson | Daffy, Elmer                   | 30 października 1954 | | Nie                        | |
| 724. | Lumber Jack-Rabbit      | Królik i drwal         | Looney Tunes    | Chuck Jones     | Bugs, Charlie                  | 13 listopada 1954    | Królika Bugsa przygody na maksa (lektor, Człapiący królik)                                                                                      | Nie                        | Jedyna kreskówka Warner Bros. wyprodukowana w 3D aż do 2010 r. (Upadek kojota). Oryginalnie kreskówka w wersji 3D wyemitowana w kinach 25 września 1953 r. Ten dzień jest określany, jako dzień reedycji w wersji 2-D. |
| 725. | My Little Duckaroo      |                        | Merrie Melodies | Chuck Jones     | Daffy, Porky, Wstrętny Kanasta | 27 listopada 1954    | | Nie                        | |
| 726. | Sheep Ahoy              | Owca na horyzoncie     | Merrie Melodies | Chuck Jones     | Ralf i Sam                     | 11 grudnia 1954      | | Nie                        | |
| 727. | Baby Buggy Bunny        | Gangsterska niania     | Merrie Melodies | Chuck Jones     | Bugs                           | 18 grudnia 1954      | Królik Bugs: Najlepsze z najlepszych, część 2                                                                                                   | Nie                        | |

## 1955
| N/o  | Tytuł oryginalny      | Tytuł polski               | Seria           | Reżyseria       | Postaci                         | Data premiery        | Dostępność VHS i DVD                                                             | Uwagi |
| ---- | --------------------- | -------------------------- | --------------- | --------------- | ------------------------------- | -------------------- | -------------------------------------------------------------------------------- | --- |
| 728. | Pizzicato Pussycat    |                            | Merrie Melodies | Friz Freleng    |                                 | 1 stycznia 1955      |                                                                                  | |
| 729. | Feather Dusted        | Przerobiony kogut          | Merrie Melodies | Robert McKimson | Kurak                           | 15 stycznia 1955     |                                                                                  | |
| 730. | Pests for Guests      | Nieproszeni goście         | Merrie Melodies | Friz Freleng    | Elmer, Stuknięte Susły          | 29 stycznia 1955     |                                                                                  | Jedna z dwóch kreskówek z tego roku, która otrzymała Reedycję Błękitnej Wstążki.                                                   |
| 731. | Beanstalk Bunny       | Królik i Łodyga fasoli     | Merrie Melodies | Chuck Jones     | Bugs, Daffy, Elmer              | 12 lutego 1955       |                                                                                  | |
| 732. | All Fowled Up         | Łowca drobiu               | Looney Tunes    | Robert McKimson | Kurak, Henry                    | 19 lutego 1955       | Kogut Leghorn (lektor, Murowany kogut)                                           | |
| 733. | Stork Naked           | Prawda o bocianie          | Merrie Melodies | Friz Freleng    | Daffy                           | 26 lutego 1955       | Super kaczor, Jak ból głowy trafił Kaczora Daffy (lektor, Golutki)               | Polski tytuł według starego dubbingu - Bociek w opałach                                                                            |
| 734. | Lighthouse Mouse      | Mysz z latarni morskiej    | Merrie Melodies | Robert McKimson | Skoczek, Sylwester              | 12 marca 1955        |                                                                                  | |
| 735. | Sahara Hare           | Królik na Saharze          | Looney Tunes    | Friz Freleng    | Bugs, Sam                       | 26 marca 1955        | Królik Bugs (lektor, Królik Sahary)                                              | |
| 736. | Sandy Claws           | W matni                    | Looney Tunes    | Friz Freleng    | Sylwester, Tweety               | 2 kwietnia 1955      | Gwiazdy Space Jam: Sylwester i Tweety                                            | |
| 737. | The Hole Idea         |                            | Looney Tunes    | Robert McKimson |                                 | 16 kwietnia 1955     |                                                                                  | Robert McKimson był animatorem tej kreskówki.                                                                                      |
| 738. | Ready, Set, Zoom!     | Do biegu, gotowi, fru!     | Looney Tunes    | Chuck Jones     | Wiluś E. i Struś Pędziwiatr     | 30 kwietnia 1955     | Struś Pędziwiatr: Najlepsze z najlepszych, część 1                               | |
| 739. | Hare Brush            | Wariatkowo                 | Merrie Melodies | Friz Freleng    | Bugs, Elmer                     | 7 maja 1955          |                                                                                  | |
| 740. | Past Perfumance       | Ostatni seans              | Merrie Melodies | Chuck Jones     | Pepé, Kotka Penelopa            | 21 maja 1955         | Królik Bugs: Zakochany i zwariowany (materiał dodatkowy, napisy, Zapach miłości) | |
| 741. | Tweety's Circus       | Cyrk Tweety’ego            | Merrie Melodies | Friz Freleng    | Sylwester, Tweety               | 4 czerwca 1955       | Tweety w opałach, Uroczy Tweety                                                  | |
| 742. | Rabbit Rampage        | Królik w matni             | Looney Tunes    | Chuck Jones     | Bugs                            | 11 czerwca 1955      | Bugs i Tweety: Spójrzcie na ptaszka! Królik Bugs: Mistrz akrobacji               | Sequel do kreskówki Wariacje animacji z 1953 r. Pod koniec występuje Elmer.                                                        |
| 743. | Lumber Jerks          | Nowy domek                 | Looney Tunes    | Friz Freleng    | Stuknięte Susły                 | 25 czerwca 1955      | Głodny piesek, Looney Tunes: Plejada gwiazd, część 2                             | |
| 744. | This is a Life?       | I to ma być życie?         | Merrie Melodies | Friz Freleng    | Bugs, Daffy, Elmer, Babcia, Sam | 9 lipca 1955         | Król komedii, Jak ból głowy trafił Kaczora Daffy (lektor)                        | Zawiera zmienioną wersję "Merrily We Roll Along". Polski tytuł według starego dubbingu – "Samo życie"                              |
| 745. | Double or Mutton      |                            | Looney Tunes    | Chuck Jones     | Ralf i Sam                      | 23 lipca 1955        |                                                                                  | |
| 746. | Jumpin’ Jupiter       | Kosmiczny biwak            | Merrie Melodies | Chuck Jones     | Porky, Sylwester                | 6 sierpnia 1955      | Gwiazdy Space Jam: Kosmiczna składanka                                           | Ostatnia kreskówka z Porkym i Sylwestrem razem, ostatnia kreskówka z Trylogii Horroru Porky’ego i Sylwestra.                       |
| 747. | A Kiddie's Kitty      | Kotek do zabawy            | Merrie Melodies | Friz Freleng    | Sylwester                       | 20 sierpnia 1955     |                                                                                  | Jedna z dwóch kreskówek z tego roku, które otrzymały Reedycję Błękitnej Wstążki.                                                   |
| 748. | Hyde and Hare         | Mr. Hyde i królik          | Looney Tunes    | Friz Freleng    | Bugs                            | 27 sierpnia 1955     | Bugs i Marvin: Kosmiczny królik, Królik Bugs: Najlepsze z najlepszych, część 2   | |
| 749. | Dime To Retire        | Bezcenny spokój            | Looney Tunes    | Robert McKimson | Daffy, Porky                    | 3 września 1955      | Dzielna świnka, Jak ból głowy trafił Kaczora Daffy (lektor, Czas na emeryturę)   | Polski tytuł według starego dubbingu – "Grosz do emerytury"                                                                        |
| 750. | Speedy Gonzales       | Speedy Gonzales            | Merrie Melodies | Friz Freleng    | Speedy, Sylwester               | 17 września 1955     | Looney Tunes: Plejada gwiazd, część 2                                            | Debiut Speedy’ego z oficjalnym współczesnym wyglądem. Polski tytuł według starego dubbingu identyczny jak tytuł z nowego dubbingu. |
| 751. | Knight-mare Hare      | Sir Bugs Herbu Zielona Nać | Merrie Melodies | Chuck Jones     | Bugs                            | 1 października 1955  |                                                                                  | Pierwsza kreskówka, w której reżyser tytułuje się "Chuck Jones" zamiast "Charles M. Jones" czy "Charles Jones"                     |
| 752. | Two Scent's Worth     | Kochać albo czuć           | Merrie Melodies | Chuck Jones     | Pepé, Kotka Penelopa            | 15 października 1955 | Pepe Le Skunks (lektor)                                                          | |
| 753. | Red Riding Hoodwinked | Czerwony zakapiurek        | Looney Tunes    | Friz Freleng    | Sylwester, Tweety               | 29 października 1955 | Tweety: Nie ma jak w gniazdku                                                    | Ostatnia kreskówka, w której reżyser Friz Freleng tytułuje się jako "I. Freleng"                                                   |
| 754. | Roman Legion-Hare     | Królik gladiator           | Looney Tunes    | Friz Freleng    | Bugs, Sam                       | 12 listopada 1955    | Królik Bugs (lektor, Gladiator)                                                  | Pierwsza kreskówka, w której reżyser tytułuje się jako "Friz Freleng" zamiast "I. Freleng" czy "Isadore Freleng"                   |
| 755. | Heir-Conditioned      | Wielka fortuna             | Looney Tunes    | Friz Freleng    | Elmer, Sylwester                | 26 listopada 1955    | Przygody Elmera Fudda (lektor, Kłopoty ze spadkiem)                              | Koprodukowane przez Fundację Sloane. Na początku kreskówki pojawia się Tweety.                                                     |
| 756. | Guided Muscle         | Mięśniak z odrzutu         | Looney Tunes    | Chuck Jones     | Wiluś E. i Struś Pędziwiatr     | 10 grudnia 1955      | Struś Pędziwiatr: Najlepsze z najlepszych, część 1                               | |
| 757. | Pappy's Puppy         | Tatusiowy synek            | Merrie Melodies | Friz Freleng    | Sylwester                       | 17 grudnia 1955      |                                                                                  | |
| 758. | One Froggy Evening    | Żabi wieczór               | Merrie Melodies | Chuck Jones     |                                 | 31 grudnia 1955      | Looney Tunes: Plejada gwiazd, część 3                                            | Debiut i jedyna kreskówka z Żabą Michiganem.                                                                                       |

## 1956
| N/o  | Tytuł oryginalny         | Tytuł polski                 | Seria           | Reżyser         | Postaci                           | Data premiery        | Dostępność VHS i DVD                                                                                           | Reedycja Błękitnej Wstążki | Uwagi |
| ---- | ------------------------ | ---------------------------- | --------------- | --------------- | --------------------------------- | -------------------- | --- | -------------------------- | --- |
| 759. | Bugs' Bonnets            | Kapeluszowy królik           | Merrie Melodies | Chuck Jones     | Bugs, Elmer                       | 14 stycznia 1956     | | Nie                        | |
| 760. | Too Hop To Handle        |                              | Looney Tunes    | Robert McKimson | Skoczek, Sylwester, Sylwester Jr. | 28 stycznia 1956     | | Nie                        | |
| 761. | Weasel Stop              | Kogut kontra łasica          | Looney Tunes    | Robert McKimson | Kurak                             | 11 lutego 1956       | Kogut Leghorn (lektor)                                                                                         | Tak                        | Polski tytuł dubbingowy z Canal+ identyczny do tytułu z wersji lektorskiej z VHS. |
| 762. | The High and the Flighty | Chmury nad podwórkiem        | Merrie Melodies | Robert McKimson | Daffy, Kurak, Pies                | 18 lutego 1956       | Gwiazdy Space Jam: Kaczor Daffy                                                                                | Tak                        | Polski tytuł według starego dubbingu – "Nabity w butelkę" |
| 763. | Broom-Stick Bunny        | Zmiataj, króliczku           | Looney Tunes    | Chuck Jones     | Bugs, Wiedźma Hazel               | 25 lutego 1956       | Królik Bugs: Najlepsze z najlepszych, część 2                                                                  | Nie                        | Polski tytuł według starego dubbingu - "Królik na miotle" |
| 764. | Rocket Squad             | Patrol rakietowy             | Merrie Melodies | Chuck Jones     | Daffy, Porky                      | 10 marca 1956        | Gwiazdy Space Jam: Kosmiczna składanka (Kosmiczne gliny), Świnka Porky: Najlepsze z najlepszych, część 2       | Nie                        | W wersji polskiej są dwie wersje z oficjalnym dubbingiem. Pierwsza pt. Kosmiczne gliny z wydania VHS Gwiazdy Space Jam: Kosmiczna składanka, a druga pt. Patrol rakietowy z wydania DVD Świnka Porky: Najlepsze z najlepszych, część 2. |
| 765. | Tweet and Sour           |                              | Looney Tunes    | Friz Freleng    | Sylwester, Tweety                 | 24 marca 1956        | | Nie                        | |
| 766. | Heaven Scent             | Boski zapach dnia            | Merrie Melodies | Chuck Jones     | Pepé, Kotka Penelopa              | 31 marca 1956        | Pepe Le Skunks (lektor, Niebiańska woń)                                                                        | Nie                        | |
| 767. | Mixed Master             |                              | Looney Tunes    | Robert McKimson |                                   | 14 kwietnia 1956     | | Nie                        | |
| 768. | Rabbitson Crusoe         | Robinson Bugs                | Looney Tunes    | Friz Freleng    | Bugs, Sam                         | 28 kwietnia 1956     | | Nie                        | |
| 769. | Gee Whiz-z-z-z-z-z-z!    | Świst i gwizd                | Looney Tunes    | Chuck Jones     | Wiluś E. Kojot i Struś Pędziwiatr | 5 maja 1956          | Gwiazdy Space Jam: Struś Pędziwiatr i Kojot, Struś Pędziwiatr: Najlepsze z najlepszych, część 2                | Nie                        | Ostatnia kreskówka, w której reżyser Chuck Jones tytułuje się jako "Charles M. Jones". Polski tytuł według starego dubbingu – "A niech to!"                                                                                             |
| 770. | Tree Cornered Tweety     | Z pamiętnika młodego kanarka | Merrie Melodies | Friz Freleng    | Sylwester, Tweety                 | 19 maja 1956         | Gwiazdy Space Jam: Sylwester i Tweety, Tweety: Nie ma jak w gniazdku                                           | Nie                        | Polski tytuł według starego dubbingu – Z pamiętnika ptaszka |
| 771. | The Unexpected Pest      | Niespodziewana plaga         | Merrie Melodies | Robert McKimson | Sylwester                         | 2 czerwca 1956       | Lektor: Nieproszeni goście                                                                                     | Nie                        | |
| 772. | Napoleon Bunny-Part      | Bugs i Napoleon              | Merrie Melodies | Friz Freleng    | Bugs                              | 16 czerwca 1956      | Bugs i Marvin: Kosmiczny królik, Królika Bugsa przygody na maksa (lektor, Napoleon Bunny-parte)                | Nie                        | Polski tytuł według starego dubbingu identyczny co polski tytuł według dubbingu VHS |
| 773. | Tugboat Granny           | Babcia na holowniku          | Merrie Melodies | Friz Freleng    | Sylwester, Tweety                 | 23 czerwca 1956      | | Nie                        | |
| 774. | Stupor Duck              | Super kaczor                 | Looney Tunes    | Robert McKimson | Daffy                             | 7 lipca 1956         | Gwiazdy Space Jam: Kaczor Daffy                                                                                | Nie                        | |
| 775. | Barbary Coast Bunny      | Hazardzista                  | Looney Tunes    | Chuck Jones     | Bugs, Wstrętny Kanasta            | 21 lipca 1956        | Gwiazdy Space Jam: Królik Bugs                                                                                 | Nie                        | Ostatnia kreskówka ze Wstrętnym Kanastą. Kreskówka skomponowana przez Carla Stallinga. |
| 776. | Rocket-Bye Baby          | Odlotowy bobas               | Merrie Melodies | Chuck Jones     |                                   | 4 sierpnia 1956      | Gwiazdy Space Jam: Kosmiczna składanka                                                                         | Nie                        | |
| 777. | Half-Fare Hare           |                              | Merrie Melodies | Robert McKimson | Bugs                              | 18 sierpnia 1956     | | Nie                        | |
| 778. | Raw! Raw! Rooster!       | Kukuryku na patyku           | Looney Tunes    | Robert McKimson | Kurak                             | 25 sierpnia 1956     | | Tak                        | |
| 779. | The Slap-Hoppy Mouse     | Trudne zadanie               | Merrie Melodies | Robert McKimson | Skoczek, Sylwester, Sylwester Jr. | 1 września 1956      | | Nie                        | |
| 780. | A Star Is Bored          | Gwiazdor się nudzi           | Looney Tunes    | Friz Freleng    | Bugs, Daffy, Elmer, Sam           | 15 września 1956     | Król komedii, Kaczor Daffy – Kolekcja (lektor, Znudziny gwiazdy)                                               | Nie                        | Ostatnia kreskówka z Daffy'm i Samem razem |
| 781. | Deduce, You Say          | Trzeba myśleć                | Looney Tunes    | Chuck Jones     | Daffy, Porky                      | 29 września 1956     | Dzielna świnka, Daffy i Porky: Najlepsze z najlepszych, Kaczor Daffy – Kolekcja (lektor, Do diabła z dedukcją) | Nie                        | Polski tytuł według starego dubbingu – "Powiadasz wydedukuj" |
| 782. | Yankee Dood It           |                              | Merrie Melodies | Friz Freleng    | Elmer, Sylwester                  | 13 października 1956 | | Tak                        | Koprodukowane przez Fundację Sloane. Ostatnia kreskówka z Elmerem i Sylwestrem razem. |
| 783. | Wideo Wabbit             | Kłólikowizja                 | Merrie Melodies | Robert McKimson | Bugs, Elmer                       | 27 października 1956 | Król komedii – "Płogłam z kłólikiem                                                                            | Nie                        | Istnieją trzy oficjalne polskie wersje dubbingowe tego odcinka. Jedna wykonana na zlecenie Canal+ w 1995 r., druga do wydania VHS pt: "Król komedii", a trzecia w 2007 r. na potrzeby wydania Złotej Kolekcji 3 Looney Tunes.           |
| 784. | There They Go-Go-Go!     | Szybcy i rozpędzeni          | Looney Tunes    | Chuck Jones     | Wiluś E. Kojot i Struś Pędziwiatr | 10 listopada 1956    | Struś Pędziwiatr: Najlepsze z najlepszych, część 1                                                             | Nie                        | Polski tytuł według starego dubbingu – "Kto pod kim dołki kopie" |
| 785. | Two Crows from Tacos     | Kruki i konik polny          | Merrie Melodies | Friz Freleng    |                                   | 24 listopada 1956    | | Nie                        | |
| 786. | The Honey-Mousers        | Szczęśliwi myszożeńcy        | Looney Tunes    | Robert McKimson |                                   | 8 grudnia 1956       | Looney Tunes: Plejada gwiazd, część 4                                                                          | Nie                        | Polski tytuł według starego dubbingu – "Mysie problemy" |
| 787. | To Hare Is Human         | Niestrawny królik            | Merrie Melodies | Chuck Jones     | Bugs, Wiluś E. Kojot              | 15 grudnia 1956      | | Nie                        | |

## 1957
| N/o  | Tytuł oryginalny         | Tytuł polski                   | Seria           | Reżyser         | Postacie                          | Data premiery        | Dostępność VHS i DVD | Reedycja Błękitnej Wstążki | Uwagi |
| ---- | ------------------------ | ------------------------------ | --------------- | --------------- | --------------------------------- | -------------------- | --- | -------------------------- | --- |
| 788. | Three Little Bops        | Trzy małe swingi               | Looney Tunes    | Friz Freleng    |                                   | 5 stycznia 1957      | Looney Tunes: Plejada gwiazd, część 3 | Nie                        | Jedyna kreskówka skomponowana przez Shorty’ego Rogersa. Polski tytuł według starego dubbingu – "Trzy małe jazzmanki" |
| 789. | Tweet Zoo                | Wycieczka do zoo               | Merrie Melodies | Friz Freleng    | Sylwester, Tweety                 | 12 stycznia 1957     | Gwiazdy Space Jam: Sylwester i Tweety | Tak                        | |
| 790. | Scrambled Aches          | Jajecznica z kojota            | Looney Tunes    | Chuck Jones     | Wiluś E. i Struś Pędziwiatr       | 26 stycznia 1957     | Struś Pędziwiatr: Najlepsze z najlepszych, część 1 | Nie                        | Polski tytuł według starego dubbingu – "Tyle bólu na nic" |
| 791. | Ali Baba Bunny           | Królik Ali Baba                | Merrie Melodies | Chuck Jones     | Bugs, Daffy                       | 9 lutego 1957        | Kaczor Daffy – Kolekcja (lektor) | Nie                        | |
| 792. | Go Fly a Kit             | Latający kot                   | Looney Tunes    | Chuck Jones     | Marek i Kocia Łapka               | 23 lutego 1957       | | Nie                        | |
| 793. | Tweety and the Beanstalk | Tweety i magiczna fasola       | Merrie Melodies | Friz Freleng    | Sylwester, Tweety                 | 16 marca 1957        | Kot Sylwester i ptaszek Świergotek (lektor, Świergotek i fasola), Looney Tunes Super Gwiazdy: Tweety i Sylwester (lektor)                                    | Nie                        | Występuje tu czołówka z serii Looney Tunes (lata 1955-1964) Polski tytuł według starego dubbingu - Tweety i fasola |
| 794. | Bedevilled Rabbit        | Diabelski królik               | Merrie Melodies | Robert McKimson | Bugs, Taz                         | 13 kwietnia 1957     | Gwiazdy Space Jam: Diabeł Tasmański, Taz w dżungli, Królika Bugsa przygody na maksa (lektor, Doręczenie królika)                                             | Nie                        | |
| 795. | Boyhood Daze             | Dziecięce marzenia             | Merrie Melodies | Chuck Jones     | Ralph Philips                     | 20 kwietnia 1957     | Głodny piesek | Nie                        | Ostatnia kreskówka z Ralphem Philipsem. Polski tytuł według starego dubbingu – "Chłopięce zaślepienie" |
| 796. | Cheese It, the Cat!      | Sprytny kocur                  | Looney Tunes    | Robert McKimson |                                   | 4 maja 1957          | | Nie                        | |
| 797. | Fox Terror               | Lisi terror                    | Merrie Melodies | Robert McKimson | Kurak                             | 11 maja 1957         | | Tak                        | |
| 798. | Piker's Peak             | Szczyt dla zuchwałych          | Looney Tunes    | Friz Freleng    | Bugs, Sam                         | 25 maja 1957         | | Nie                        | |
| 799. | Steal Wool               | Jak skubnąć wełnę              | Looney Tunes    | Chuck Jones     | Ralph i Sam                       | 8 czerwca 1957       | Looney Tunes: Plejada gwiazd, część 4 | Nie                        | |
| 800. | Boston Quackie           | Bostoński kwak                 | Looney Tunes    | Robert McKimson | Daffy, Porky                      | 22 czerwca 1957      | Gwiazdy Space Jam: Kaczor Daffy | Nie                        | |
| 801. | What’s Opera, Doc?       | Co jest w programie, doktorku? | Merrie Melodies | Chuck Jones     | Bugs, Elmer                       | 6 lipca 1957         | Przygody Królika Bugsa (lektor, Co jest grane?), Looney Tunes: Plejada gwiazd, część 3, Kolekcja Królik Bugs (lektor, Operowy zawrót głowy)                  | Nie                        | |
| 802. | Tabasco Road             | Droga do Tabasco               | Looney Tunes    | Robert McKimson | Speedy                            | 20 lipca 1957        | Speedy Gonzales (lektor) (lektor, Gonzales śpieszy na ratunek)                                                                                               | Tak                        | |
| 803. | Birds Anonymous          | Anonimowi ptasznicy            | Merrie Melodies | Friz Freleng    | Sylwester, Tweety                 | 10 sierpnia 1957     | Uroczy Tweety (Anonimowi ptaszoholicy), Looney Tunes: Plejada gwiazd, część 4, Looney Tunes Super Gwiazdy: Tweety i Sylwester (lektor, Anonimowi ptakożercy) | Tak                        | Zwycięzca Nagrody Akademii Filmowej za najlepszy krótkometrażowy film animowany. W wersji polskiej istnieją dwie wersje z oficjalnym dubbingiem. Jedna na VHS Uroczy Tweety, a druga na DVD Looney Tunes: Plejada gwiazd, część 4. |
| 804. | Ducking the Devil        | Kaczy sposób                   | Merrie Melodies | Robert McKimson | Daffy, Taz                        | 17 sierpnia 1957     | Gwiazdy Space Jam: Diabeł Tasmański, Taz w dżungli, Jak ból głowy trafił Kaczora Daffy (lektor, Unikanie diabła)                                             | Nie                        | Identyczny tytuł posiada wersja dubbingowa z Canal+. |
| 805. | Bugsy and Mugsy          | Bugs i gangsterzy              | Looney Tunes    | Friz Freleng    | Bugs, Rocky i Mugsy               | 31 sierpnia 1957     | | Nie                        | |
| 806. | Zoom and Bored           | Wzloty i upadki                | Merrie Melodies | Chuck Jones     | Wiluś E. i Struś Pędziwiatr       | 14 września 1957     | Gwiazdy Space Jam: Struś Pędziwiatr i Kojot, Struś Pędziwiatr: Najlepsze z najlepszych, część 1                                                              | Nie                        | Polski tytuł według starego dubbingu – "Napalony i znudzony" |
| 807. | Greedy For Tweety        | Tweety w opałach               | Looney Tunes    | Friz Freleng    | Sylwester, Tweety                 | 28 września 1957     | Tweety w opałach, Uroczy Tweety | Tak                        | Najpóźniej wydana kreskówka, która została poddana reedycji Błękitnej Wstążki. Polski tytuł według starego dubbingu – "Apetyt na ptaszka"                                                                                          |
| 808. | Touche and Go            | Gdy powieje grozą              | Merrie Melodies | Chuck Jones     | Pepé, Kotka Penelopa              | 12 października 1957 | Pepe Le Skunks (lektor) | Nie                        | |
| 809. | Show Biz Bugs            | Królik na estradzie            | Looney Tunes    | Friz Freleng    | Bugs, Daffy                       | 2 listopada 1957     | Super kaczor, Looney Tunes: Plejada gwiazd, część 3, Kolekcja Królik Bugs (lektor, Nie ma to jak show-biznes)                                                | Nie                        | |
| 810. | Mouse-Taken Identity     | Kangur myszą                   | Merrie Melodies | Robert McKimson | Skoczek, Sylwester, Sylwester Jr. | 16 listopada 1957    | | Nie                        | |
| 811. | Gonzales' Tamales        | Wrogowie Gonzalesa             | Looney Tunes    | Friz Freleng    | Speedy, Sylwester                 | 30 listopada 1957    | | Nie                        | |
| 812. | Rabbit Romeo             | Królicze amory                 | Merrie Melodies | Robert McKimson | Bugs, Elmer                       | 14 grudnia 1957      | | Nie                        | |

## 1958
| N/o  | Tytuł oryginalny       | Tytuł polski           | Seria           | Reżyser         | Postacie                    | Data premiery        | Dostępność VHS i DVD                                                                                 | Uwagi                                                                         |
| ---- | ---------------------- | ---------------------- | --------------- | --------------- | --------------------------- | -------------------- | --- | ----------------------------------------------------------------------------- |
| 813. | Don't Axe Me           | Tylko nie pod siekierę | Merrie Melodies | Robert McKimson | Pies, Daffy, Elmer,         | 4 stycznia 1958      | Kaczor Daffy (lektor, Pieczeń z kaczki)                                                              |                                                                               |
| 814. | Tortilla Flaps         | Uciekająca kolacja     | Looney Tunes    | Robert McKimson | Speedy                      | 18 stycznia 1958     | Speedy Gonzales (lektor), Królik Bugs (lektor, Tortilla Flaps)                                       |                                                                               |
| 815. | Hare-Less Wolf         | Roztargniony wilk      | Merrie Melodies | Friz Freleng    | Bugs                        | 1 lutego 1958        | |                                                                               |
| 816. | A Pizza Tweety Pie     | Pizza Kanarika         | Looney Tunes    | Friz Freleng    | Sylwester, Tweety           | 22 lutego 1958       | Uroczy Tweety                                                                                        |                                                                               |
| 817. | Robin Hood Daffy       | Daffy Robin Hood       | Merrie Melodies | Chuck Jones     | Daffy, Porky                | 8 marca 1958         | Świnka Porky: Najlepsze z najlepszych, część 2, Kaczor Daffy – Kolekcja (lektor, Daffy Robin Hoodem) |                                                                               |
| 818. | Hare-Way to the Stars  | Królik w kosmosie      | Looney Tunes    | Chuck Jones     | Bugs, Marvin                | 29 marca 1958        | Przygody Królika Bugsa (lektor), Gwiazdy Space Jam: Kosmiczna składanka                              |                                                                               |
| 819. | Whoa, Be-Gone!         | Przeminęło z pędem!    | Merrie Melodies | Chuck Jones     | Wiluś E. i Struś Pędziwiatr | 12 kwietnia 1958     | Struś Pędziwiatr: Najlepsze z najlepszych, część 2                                                   |                                                                               |
| 820. | A Waggily Tale         |                        | Looney Tunes    | Friz Freleng    |                             | 26 kwietnia 1958     | |                                                                               |
| 821. | Feather Bluster        | Pierzasty zawiadaka    | Merrie Melodies | Robert McKimson | Kurak                       | 10 maja 1958         | Kogut Leghorn (lektor, Młoda krew)                                                                   |                                                                               |
| 822. | Now, Hare This         | Królicza opowieść      | Looney Tunes    | Robert McKimson | Bugs                        | 31 maja 1958         | | Nie mylić z "Króliczą opowieścią" z 1951 r.                                   |
| 823. | To Itch His Own        | Pchła lojalność        | Merrie Melodies | Chuck Jones     |                             | 28 czerwca 1958      | | Ostatnia kreskówka skomponowana przez Carla Stallinga                         |
| 824. | Dog Tales              | Opowieści o psach      | Looney Tunes    | Robert McKimson |                             | 26 lipca 1958        | |                                                                               |
| 825. | Knighty Knight Bugs    | Rycerski rycerz Bugs   | Looney Tunes    | Friz Freleng    | Bugs, Sam                   | 23 sierpnia 1958     | Kolekcja Królik Bugs (lektor)                                                                        | Jedyna kreskówka z Królikiem Bugsem, która zdobyła Oscara.                    |
| 826. | Weasel While You Work  | Zapracowana łasica     | Merrie Melodies | Robert McKimson | Kurak                       | 6 września 1958      | | Pierwsza z sześciu kreskówek "skomponowanych" przez Johna Seely’ego           |
| 827. | A Bird in a Bonnet     |                        | Merrie Melodies | Friz Freleng    | Sylwester, Tweety           | 27 września 1958     | |                                                                               |
| 828. | Hook, Line and Stinker | Hak, lina i smrodek    | Looney Tunes    | Chuck Jones     | Wiluś E. i Struś Pędziwiatr | 11 października 1958 | Gwiazdy Space Jam: Struś Pędziwiatr i Kojot                                                          | Polski tytuł według starego dubbingu – "Hak, lina i diabelnie trudne zadanie" |
| 829. | Pre-Hysterical Hare    | Pre-histeryczny królik | Looney Tunes    | Robert McKimson | Bugs, Elmer                 | 1 listopada 1958     | |                                                                               |
| 830. | Gopher Broke           | Załamanie nerwowe      | Looney Tunes    | Robert McKimson | Pies, Stuknięte Susły       | 15 listopada 1958    | | Sequel do kreskówki Mysie wykurzanie z 1949 r.                                |
| 831. | Hip Hip-Hurry!         | Hip Hip-Hurra!         | Merrie Melodies | Chuck Jones     | Wiluś E. i Struś Pędziwiatr | 6 grudnia 1958       | | Ostatnia z sześciu kreskówek "skomponowanych" przez Johna Seely’ego           |
| 832. | Cat Feud               | Koci pojedynek         | Merrie Melodies | Chuck Jones     | Marek i Kocia Łapka         | 20 grudnia 1958      | Elmer Fudd (lektor, Jak pies z kotem)                                                                | Ostatnia kreskówka z Markiem Antoniuszem i Kocią Łapką                        |

## 1959
| N/o  | Tytuł oryginalny          | Tytuł polski            | Seria           | Reżyser                 | Postacie                      | Data premiery        | Dostępność VHS i DVD                                                                                 | Uwagi |
| ---- | ------------------------- | ----------------------- | --------------- | ----------------------- | ----------------------------- | -------------------- | --- | --- |
| 833. | Baton Bunny               | Królik dyrygentem       | Looney Tunes    | Chuck Jones Abe Levitow | Bugs                          | 10 stycznia 1959     | Królik w więzieniu, Królik Bugs: Mistrz akrobacji, Looney Tunes: Plejada gwiazd, część 1             | Sequel do kreskówki Królicza rapsodia z 1946 r.                                                           |
| 834. | Mouse-Placed Kitten       | Koci podrzutek          | Merrie Melodies | Robert McKimson         |                               | 24 stycznia 1959     | | |
| 835. | China Jones               | Chiński Jones           | Looney Tunes    | Robert McKimson         | Daffy, Porky                  | 14 lutego 1959       | | |
| 836. | Hare-Abian Nights         | Arabski królik          | Merrie Melodies | Ken Harris              | Bugs, Sam                     | 28 lutego 1959       | | |
| 837. | Trick or Tweet            |                         | Merrie Melodies | Friz Freleng            | Sylwester, Tweety             | 21 marca 1959        | | |
| 838. | The Mouse that Jack Built | Mysz, którą wyśnił Jack | Merrie Melodies | Robert McKimson         |                               | 4 kwietnia 1959      | | |
| 839. | Apes of Wrath             | Awantura o małpę        | Merrie Melodies | Friz Freleng            | Bugs, Daffy (gościnnie)       | 18 kwietnia 1959     | Gwiazdy Space Jam: Królik Bugs, Taz w dżungli, Królika Bugsa przygody na maksa (lektor, Małpi gniew) | Sequel do kreskówki z 1948 r. pt. Wymarzone gorylątko. Pod koniec kreskówki gościnnie pojawia się Daffy.  |
| 840. | Hot-Rod and Reel!         | Pirat drogowy i kółka   | Looney Tunes    | Chuck Jones             | Wiluś E. i Struś Pędziwiatr   | 9 maja 1959          | Gwiazdy Space Jam: Struś Pędziwiatr i Kojot                                                          | Polski tytuł według starego dubbingu – "Gorący, prędki, wrotki"                                           |
| 841. | A Mutt in a Rut           |                         | Looney Tunes    | Robert McKimson         | Elmer                         | 23 maja 1959         | | |
| 842. | Backwoods Bunny           | Leśny Królik            | Merrie Melodies | Robert McKimson         | Bugs                          | 13 czerwca 1959      | | |
| 843. | Really Scent              | Zapach wiosny           | Merrie Melodies | Abe Levitow             | Pepé, Kotka Penelopa          | 27 czerwca 1959      | | |
| 844. | Mexicali Shmoes           | Meksykańscy mądrale     | Looney Tunes    | Friz Freleng            | Speedy                        | 4 lipca 1959         | Speedy Gonzales (lektor, Najgłupsze koty w całym Meksyku)                                            | |
| 845. | Tweet and Lovely          | Ćwierkający i uroczy    | Merrie Melodies | Friz Freleng            | Sylwester, Tweety             | 18 lipca 1959        | Uroczy Tweety                                                                                        | Polski tytuł według starego dubbingu - Słodki i kochany                                                   |
| 846. | Wild and Woolly Hare      | Szybkoręki królik       | Looney Tunes    | Friz Freleng            | Bugs, Sam                     | 1 sierpnia 1959      | | |
| 847. | The Cat's Paw             | Kocia Łapa              | Looney Tunes    | Robert McKimson         | Sylwester, Sylwester Jr.      | 15 sierpnia 1959     | | |
| 848. | Here Today, Gone Tamale   | Dziś wyżerka!           | Looney Tunes    | Friz Freleng            | Speedy, Sylwester             | 29 sierpnia 1959     | | |
| 849. | Bonanza Bunny             | Królik bonanza          | Merrie Melodies | Robert McKimson         | Bugs, Czarny Jacque Shellaque | 5 września 1959      | Bugs i Marvin: Kosmiczny królik                                                                      | Debiut Czarnego Jacque'a Shellaque'a. Polski tytuł według starego dubbingu – "Królik na dzikim zachodzie" |
| 850. | A Broken Leghorn          | Zagrożone królestwo     | Looney Tunes    | Robert McKimson         | Kurak                         | 26 września 1959     | Kogut Leghorn (lektor, Załamany kogut), Samotny Kurak, Looney Tunes: Plejada gwiazd, część 2         | |
| 851. | Wild About Hurry          | Kocham pęd              | Merrie Melodies | Chuck Jones             | Wiluś E. i Struś Pędziwiatr   | 10 października 1959 | | |
| 852. | A Witch's Tangled Hare    | W szponach wiedźmy      | Looney Tunes    | Abe Levitow             | Bugs, Wiedźma Hazel           | 31 października 1959 | | |
| 853. | Unnatural History         |                         | Merrie Melodies | Abe Levitow             |                               | 14 listopada 1959    | | |
| 854. | Tweet Dreams              |                         | Looney Tunes    | Friz Freleng            | Sylwester, Tweety             | 5 grudnia 1959       | | Ostatnia kreskówka, do której scenariusz pisał Warren Foster                                              |
| 855. | People Are Bunny          | Sezon na króliki        | Merrie Melodies | Robert McKimson         | Bugs, Daffy                   | 19 grudnia 1959      | Bugs i Tweety: Spójrzcie na ptaszka!, Jak ból głowy trafił Kaczora Daffy (lektor, Ludzie to tchórze) | |